# Dionysios Metathemenos
Dionysios Metathemenos (griechisch Διονύσιος ὁ Μεταθέμενος Dionýsios ho Metathémenos, auch Dionysios von Herakleia genannt; * ca. 330–325 v. Chr.; † ca. 250 v. Chr.) war ein Stoiker, der gegen Ende seines Lebens zum Kyrenaiker oder Epikureer wurde.
Er wurde als Sohn des Theophantos in Herakleia Pontike geboren und besuchte hier zunächst die Schule von Herakleides Pontikos. Später ging er nach Athen und wurde von Alexinos und Menedemos unterrichtet. Danach studierte er Stoizismus bei Zenon von Kition.
Heftig an den Augen (bzw. an den Nieren) leidend, wandte er sich später vom Stoizismus völlig ab und ging, weil er den Schmerz nicht mehr für etwas moralisch Gleichgültiges halten konnte, zu den Epikureern oder Kyrenaikern über. Deswegen auch sein Beiname Metathemenos (der Überläufer).
Während er als Stoiker für sein enthaltsames und vorbildliches Leben bekannt war, war er als Kyrenaiker ebenso bekannt als Bordellbesucher oder Kunde von Hetären.
Als fast Achtzigjähriger setzte er seinem Leben ein Ende, indem er sich zu Tode hungerte.